# 西藏菝葜
西藏菝葜（学名：Smilax glaucophylla）为百合科菝葜属下的一个种。

## 扩展阅读
- 維基物種上的相關：西藏菝葜